# Palazzo d'Azeglio
Il Palazzo Tapparelli (o Taparelli) d'Azeglio, o semplicemente Palazzo d'Azeglio, è un palazzo di Torino costruito tra il 1679 e il 1689 su progetto dell'architetto Michelangelo Garove in via del teatro d'Angennes, l'attuale via Principe Amedeo.
Tra i nobili, i politici e i letterati che nacquero nel palazzo si annovera, nel 1798, Massimo d'Azeglio.
Dal 1970 il palazzo ospita la Fondazione Luigi Einaudi e dal 1990 al 2015 ha ospitato la Fondazione dedicata allo storico torinese Luigi Firpo.

## Storia

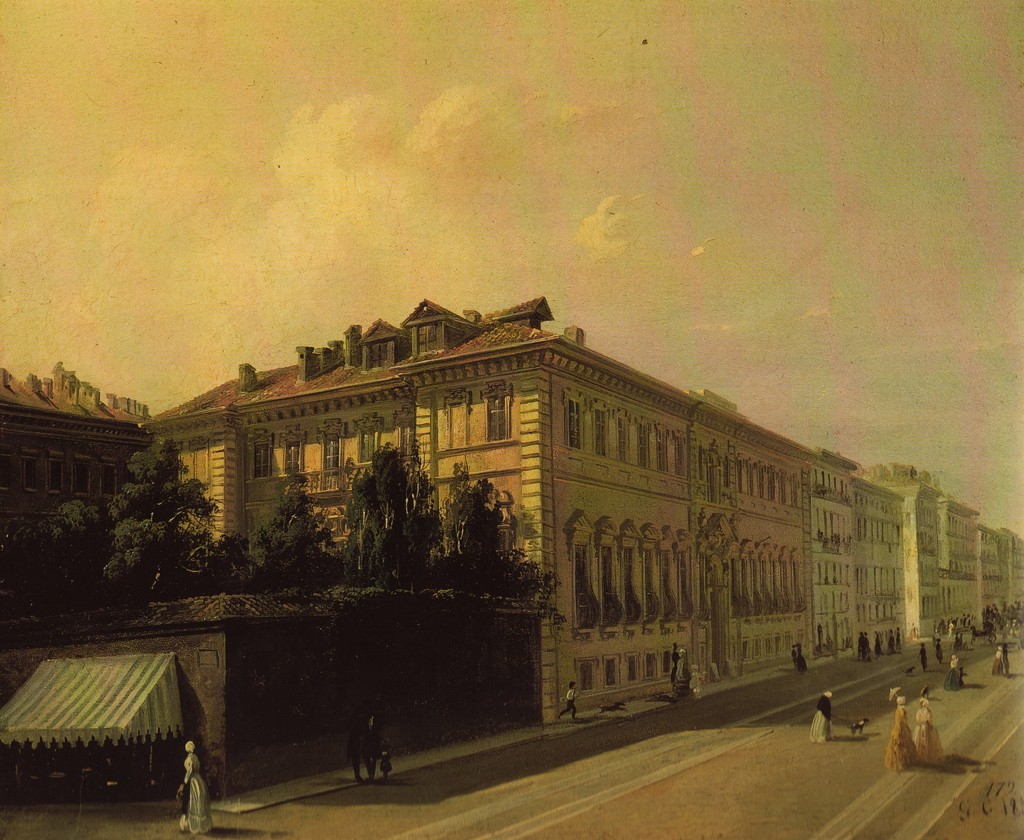
Giuseppe Camino, Palazzo Taparelli d'Azeglio, 1851, Galleria
d’Arte Moderna e Contemporanea-GAM Torino

Il palazzo fu commissionato nel 1679 da Giuseppe de Mesmes, marchese di Marolles e conte di Chiavazza (che l'aveva ricevuto in dono dalla reggente Maria Giovanna Battista di Savoia-Nemours) , all'architetto di corte Michelangelo Garove che lo iniziò nel 1683 e lo concluse nel 1689. La sua prima denominazione fu quindi quella di Palazzo Mesmes de Marolles.
Venne quindi venduto una prima volta nel 1697 dalle sorelle del Mesmes al conte Baldassarre Filippo Roero di Sciolze, il cui erede Francesco Amedeo Roero di San Severino e di Sciolze lo vendette a sua volta nel 1778 a Ludovico Arborio Gattinara dei Marchesi di Breme, conte di Sartirana e ricco feudatario. Questi si trasferì con la moglie Marianna Dal Pozzo della Cisterna e i suoi 14 figli, tra cui Ludovico di Breme (che nel palazzo morì nel 1820), e procedette ad una prima profonda ristrutturazione e a un ingrandimento nel 1788, ad opera dell'architetto Filippo Castelli che ne introdusse anche la decorazione neoclassica a stucco. Nell'abbellimento intervennero anche artisti già attivi nelle residenze reali, come Giuseppe Bolina e Giovanni Battista Sanbartolomeo, che utilizzarono eleganti toni Luigi XVI.
L'attuale denominazione è dovuta al passaggio di proprietà, avvenuta nel 1789, dal marchese di Breme al marchese Cesare Taparelli d'Azeglio, padre dello scrittore Massimo. Quest'ultimo nomina la casa di famiglia e la camera gialla del primo piano nel suo libro I miei Ricordi. Nel 1845 l'altro suo figlio Roberto Taparelli d'Azeglio, già senatore del Regno di Sardegna, divenutone erede in quanto primogenito, commissiona all’architetto Barnaba Panizza il rifacimento e la sopraelevazione della facciata meridionale.
Nel 1816 nasce nel palazzo Vittorio Emanuele Taparelli d'Azeglio, figlio di Roberto d'Azeglio e in seguito destinato a diventare diplomatico e senatore. Sua madre, la scrittrice Costanza Alfieri di Sostegno (cugina di Vittorio Alfieri), anima nel palazzo un salotto letterario e patriottico frequentato da diversi personaggi illustri, quali Cavour e Silvio Pellico . Dopo la morte di Costanza e di Roberto, nel 1862, Vittorio Emanuele vende il palazzo alla Banca d'Italia.
Nel complesso residenziale vengono nel tempo aggiunte preziose decorazioni, come ad esempio il dipinto a tempera sul soffitto del salone a pianterreno aggiunto da Francesco Gonin nel 1872.
Dopo brevi passaggi di proprietà al banchiere Vincenzo Ceriana e alla famiglia Casana, nel 1919 il complesso viene acquistato dal senatore Giovanni Agnelli per la figlia Caterina Aniceta, detta Tina e il marito Carlo Nasi.
Nel 1953 la vecchia scala dell’ala nord viene sostituita con uno scenografico scalone formato dall’intreccio di due rampe a spirale, opera dell’architetto Tomaso Buzzi.
Nel luglio 1970 vengono commissionati all’architetto Amedeo Albertini importanti lavori di restauro, sistemazione e decorazione del palazzo, dove la Fondazione Luigi Einaudi, ricevuto in prestito lo stabile dalla Fiat che ne era divenuta proprietaria due anni prima, ha intenzione di trasferire la sua sede e la sua grande biblioteca.
Dal 2023, Palazzo d'Azeglio è di proprietà della società REAM SGR S.p.A.

## Descrizione

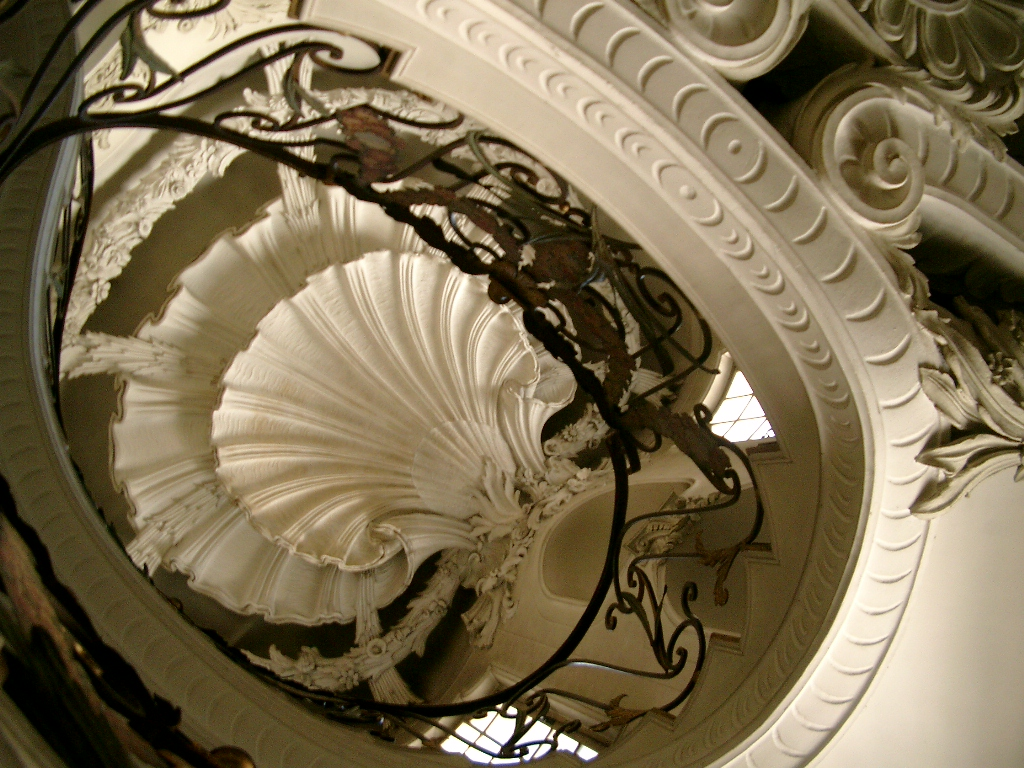
Lo scalone disegnato da Tomaso Buzzi

La particolarità del palazzo sta nell'essere stato progettato secondo lo schema "entre cour et jardin", cioè arretrato rispetto alla via e preceduto dalla corte d'onore.
È ben riconoscibile per le finestre inginocchiate, strutture di tipo monumentale tipiche del periodo manierista e del barocco toscano, usate specialmente al pian terreno in cui il davanzale poggia su sostegni sporgenti che assomigliano a quelli di un banco di inginocchiatoio.